# Gloeochaete wittrockiana
Espèce
Gloeochaete wittrockiana est une espèce d'algues  de la famille des Glaucocystaceae, de l'embranchement des Glaucophyta. 
Gloeochaete wittrockiana est l'espèce type du genre Gloeochaete. 

## Synonyme
Selon AlgaeBase (2 août 2013), les noms suivants sont des synonymes hétérotypiques : 
- Gloeochaete bicornis Kirchner 1888,
- Schrammia barbata P.-A.Dangeard 1889.